# مدينة تارلاك
مدينة تارلاك (بالإنجليزية: City of Tarlac )‏ هي مدينة في الفلبين، تتبع تارلاك ، وهي عاصمتها، بلغ عدد سكانها 342,493  نسمة في 2015، تبلغ مساحتها 274.66 كيلومتر مربع، رمزها البريدي هو 2300.

## الموقع
تشترك في الحدود مع:
- Gerona, Tarlac [الإنجليزية]‏
- La Paz, Tarlac [الإنجليزية]‏
- Concepcion, Tarlac [الإنجليزية]‏.

## أعلام
- مانفريدو أليبالا
- إيف فلوريس
- جون سانتوس